# Teucrium divaricatum
Teucrium divaricatum — вид рослин з родини глухокропивові (Lamiaceae), поширений на територіях Греції, Кіпру, Ізраїлю, Йорданії, Лівану, Сирії, Туреччини.

## Опис
Рослина заввишки 10–30(50) см. Листки яйцюваті (6)10–25 мм завдовжки й (4)8–15 мм ушир, зубчаті, з (3)4(5) пар зубів. Суцвіття 4–8-квіті; квіти на коротких ніжках; чашечка довжиною ≈8 мм; вінчик довжиною ≈15 мм рожевий або фіолетовий. Плоди округлі, довжиною ≈2 мм.

## Поширення
Вид поширений на територіях Греції, Кіпру, Ізраїлю, Йорданії, Лівану, Сирії, Туреччини.
Населяє скелясті та чагарникові схили, маквіси, особливо вапняки. Він сягає висоти приблизно 800 м.